# 女王はかえらない
『女王はかえらない』（じょおうはかえらない）は、降田天による日本のミステリー小説。
第13回『このミステリーがすごい!』大賞の大賞受賞作。

## ストーリー
片田舎の小学校のクラスの女王として君臨していたマキ。だが、東京からエリカが転校して来たことで、マキの女王の座を脅かすようになる。

## 登場人物

### 第一部　子どもたち
ぼく
語り手。針山小学校3年1組→4年1組。
クラスメートからは「オッサン」というあだ名で呼ばれている。クラスの中に存在する露骨なスクールカーストからは距離を置いており、権力を握ることもなければいじめられることもない。賢い故にややひねくれており、人を食ったような言動をすることが多い。クラスで最も優秀な成績を誇る。将棋と読書が好き。
メグとは家が近所で、母親同士も仲が良い幼なじみである。マキに暴言を吐かれることがわかっていながら、わざわざいじめを仲裁しようとするメグに呆れつつ、なんだかんだ言って放っておけない。
クラスの絶対的女王であるマキの横暴さにうんざりしており、転校生・エリカの登場によってマキの独裁が終わることを期待する。
メグ
「ぼく」の幼なじみでクラスメート。
3年、4年と学級委員を務めている。お人好しで気が弱い。姉が3人おり、いつも姉たちからのお下がりで貰った服を着ている。
マキがクラスメートをいじめていると、おどおどしながら注意しようとする。その度にマキから容赦ない言葉をぶつけられ、あるときには「うざい」とまで言われてしまう。しかし、何故か本人は「マキだって悪いところばかりじゃない」とマキを庇うことが多い。
マキ
「ぼく」のクラスメート。
我儘で、非常に気が強いギャル系の女子児童。「ぼく」に「オッサン」というあだ名を付けたのもマキである。3年生のときはクラスの女王として絶大な権力を誇っていたが、エリカが転校してきてからは彼女と熾烈な権力闘争を引き起こすことに。
母はまだ二十代。スナックで働いており、格好は少々派手だが美人と評される。しかし、この母が原因でエリカグループから「インランの娘」と罵られるようになる。
エリカ
「ぼく」たちが4年生に進級する際、東京からやってきた転校生。
華やかで整った顔の持ち主。英会話、ピアノ、バレエを習っており、バレッタを愛用しているお嬢様然りとした人物。
一見おっとりとしていて優しそうに見えるが、実際はマキ以上に狡猾で意地の悪い性格。今までマキに内心うんざりしていた女子の多くはエリカの取り巻きとなる。
母が歳をとってからできた子供であり、周囲の親と比べて老けている自身の母がコンプレックスである。授業参観に来た母を陰で口汚く罵るも、エリカの母は自身の娘に頭が上がらない模様。
テツ
「ぼく」のクラスメート。
スポーツ万能で活発な性格。スクールカーストの上位に位置する男子児童で、マキは彼に想いを寄せている。
コージー
モック
ミッキー
「ぼく」のクラスメート。
ディズニーが大好きで、彼女のあだ名もそのことに由来している。3年生のとき、父にディズニーランドに連れて行ってもらうことを理由にマキの誕生日会を欠席しようとしたところ、機嫌を損ねてしまい、マキグループからハブられる。
以降はマキのことを内心恨んでいたため、転校してきたエリカがマキと対立した際には、エリカグループの筆頭としてマキに嫌がらせを行う。
先生
「ぼく」たちのクラスの担任教師。
児童に対しても丁寧語を崩さないため、多くの生徒からは「よそよそしい」と思われている。しかし、「ぼく」は生徒と馴れ合いたがる隣のクラスの担任と比べて好感がもてると思っている。
蔓延るいじめや、飼っていたオタマジャクシが何者かによって殺された事件といったクラスの問題には見て見ぬふりをする事なかれ主義。なぜかコージーに懐かれている。

### 第二部　教師
真琴（まこと）
語り手。教師をしている30歳の女性。針山小学校4年1組の担任。
夫と2LDKのマンションで二人暮らし。
不眠症。児童に対しては常に丁寧語を使って話す。担任をしている4年1組の児童が失踪したことで大きなストレスを感じている。
雅史（まさし）
真琴の夫。美容師。
優しく穏やかな性格。真琴とは3年前に結婚した。真琴を献身的にサポートする。
鈴木絵梨佳（すずき えりか）
針山小学校4年1組の女子児童。突如失踪する。
森園真希（もりぞの まき）
針山小学校4年1組の女子児童。しっかり者で、担任である真琴にもフレンドリーに接する。学級委員に立候補する。
雪野めぐみ（ゆきの めぐみ）
針山小学校4年1組の女子児童。大人しい性格。失踪前の鈴木絵梨佳と親しくしていた。彼女が行方不明となってからは、どこか暗い雰囲気を漂わせるようになる。
井上翼（いのうえ つばさ）
針山小学校4年1組の男子児童。名前とは裏腹に地に足が着いたタイプ。顔立ちが整っていて、頭が良く、スポーツ万能で背が高い。真琴の同級生の息子である。
佐々木（ささき）
刑事。
鈴木絵梨佳の失踪事件を捜査している。児童が何か事情を知っているとふんでおり、特に捜査も進展しない中、頻繁に真琴を訪ねてくる。「子どもには大人に見せない一面がある」と主張し、児童を信じたい真琴と対立することも。
真琴とは大学が同じで、元々知り合い同士。既婚者。
義郎（よしろう）
近所で有名な不審者。一部の人間からは鈴木絵梨佳失踪事件の犯人ではないかと疑われている。しかし、真琴と雅史は彼のことはまったく疑っていない。